# Without Me (bài hát của Halsey)
"Without Me" là một bài hát của nữ ca sĩ người Mĩ Halsey, được phát hành như một đĩa đơn vào ngày 4 tháng 10 năm 2018 bởi Capitol Records. Nó được sáng tác bởi Halsey, Delacey và Amy Allen và được sản xuất bởi Louis Bell. Nó có lấy mẫu 1 đoạn trong bài "Cry Me a River", vì vậy nên Justin Timberlake, Timbaland và Scott Storch cũng được ghi danh như là những đồng sáng tác. Bài hát trở thành đĩa đơn solo đầu tiên của Halsey dẫn đầu bảng xếp hạng Billboard Hot 100 của Hoa Kỳ. Tuy nhiên, nếu xét trên tổng thể, đây là đĩa đơn thứ hai của cô làm được điều này sau màn kết hợp mang tên "Closer" với nhóm The Chainsmokers vào năm 2016.

## Bối cảnh
Trong một buổi biểu diễn tại London vào ngày 23 tháng 9 năm 2018, Halsey hé lộ một số hình ảnh cho "Without Me" trước khi tiết lộ rằng nó sẽ được phát hành vào ngày 4 tháng 10. Bài hát ra mắt trên chương trình phát thanh Zane Lowe's World Record của đài Beats 1 và theo sau đó là một buổi phỏng vấn về nó. Nó là bài hát solo đầu tiên của Halsey kể từ album Hopeless Fountain Kingdom (phát hành năm 2017).

## Video âm nhạc
Một video theo định dạng dọc cho bài hát được phát hành trên ứng dụng Spotify vào ngày 12 tháng 10 năm 2018 và sau đó được đăng lên YouTube vào ngày 9 tháng 1 năm 2019.
Tuy nhiên, video âm nhạc chính thức cho bài hát (theo định dạng ngang) thì được đạo diễn bởi Collin Tilley và được ra mắt vào ngày 29 tháng 10 năm 2018. Trong video, Halsey và người tình của mình trải qua nhiều giai đoạn của tình yêu trong một mối quan hệ không tốt đẹp. Cô đăng trên Instagram của mình rằng "Câu chuyện của video này là về sự kết hợp giữa những mối quan hệ tình cảm cô từng trải và những mối quan hệ khác mà cô từng nhìn người đời trải qua." Cô cũng nói thêm rằng, với video này, cô đảm bảo rằng mọi người sẽ không ngồi yên khi biết mình bị lợi dụng." vào ngày 12 tháng 10 năm 2018 và được đăng lên YouTube vào ngày 9 tháng 1 năm 2019.

## Diễn biến thương mại
"Without Me" ra mắt ở vị trí thứ 18 trên bảng xếp hạng Billboard Hot 100 của Hoa Kỳ ấn hành ngày 20 tháng 8 năm 2018. Với sự ra mắt của video âm nhạc, "Without Me" có cú nhảy lên vị trí thứ 9, mang đến cho Halsey đĩa đơn top 10 đầu tiên kể từ khi "Bad at Love" vươn đến hạng 5 vào tháng 1 năm 2018. Ngày 12 tháng 1 năm 2019, "Without Me" vươn lên đứng đầu bảng xếp hạng này, trở thành đĩa đơn solo đầu tiên của cô làm được điều này. Tuy nhiên, nếu xét trên tổng thể, đây là đĩa đơn thứ hai của cô làm được điều này sau màn kết hợp mang tên "Closer" với nhóm The Chainsmokers vào năm 2016. Ngoài ra, Justin Timberlake và Timbaland lần lượt ghi cho mình đĩa đơn quán quân thứ sáu và thứ tám với vai trò là người sáng tác. Bài hát cũng trở thành đĩa đơn bán chạy nhất tại Hoa Kỳ với 6 tuần đứng đầu bảng xếp hạng Digital Songs. Ở Anh, bài hát đạt vị trí thứ 3, trở thành hit top 5 thứ ba của Halsey tại đây.

## Xếp hạng
| Bảng xếp hạng (2018–19)                         | Vị trí cao nhất |
| ----------------------------------------------- | --------------- |
| Úc (ARIA)                                       | 2               |
| Áo (Ö3 Austria Top 40)                          | 12              |
| Bỉ (Ultratop 50 Flanders)                       | 23              |
| Bỉ (Ultratop 50 Wallonia)                       | 26              |
| Canada (Canadian Hot 100)                       | 2               |
| Croatia (HRT)                                   | 76              |
| Cộng hòa Séc (Singles Digitál Top 100)          | 6               |
| Denmark (Hitlisten)                             | 5               |
| Estonia (IFPI)                                  | 5               |
| Phần Lan (Suomen virallinen lista)              | 12              |
| France (SNEP)                                   | 127             |
| Trường songid là BẮT BUỘC CHO BẢNG XẾP HẠNG ĐỨC | 11              |
| Greece International Digital Singles (IFPI)     | 3               |
| Israel (Media Forest)                           | 9               |
| Italy (FIMI)                                    | 53              |
| Latvia (Latvijas Top 40)                        | 5               |
| Lebanon (Lebanese Top 20)                       | 19              |
| Malaysia (RIM)                                  | 3               |
| Hà Lan (Dutch Top 40)                           | 18              |
| Hà Lan (Single Top 100)                         | 20              |
| New Zealand (Recorded Music NZ)                 | 3               |
| Norway (VG-lista)                               | 8               |
| Ba Lan (Polish Airplay Top 100)                 | 58              |
| Romania (Airplay 100)                           | 48              |
| Scotland (OCC)                                  | 10              |
| Singapore (RIAS)                                | 3               |
| Slovakia (Rádio Top 100)                        | 84              |
| Slovakia (Singles Digitál Top 100)              | 5               |
| Spain (PROMUSICAE)                              | 76              |
| Sweden (Sverigetopplistan)                      | 16              |
| Thụy Sĩ (Schweizer Hitparade)                   | 8               |
| Anh Quốc (OCC)                                  | 3               |
| Hoa Kỳ Billboard Hot 100                        | 1               |
| Hoa Kỳ Adult Contemporary (Billboard)           | 23              |
| Hoa Kỳ Adult Pop Airplay (Billboard)            | 5               |
| Hoa Kỳ Dance Club Songs (Billboard)             | 28              |
| Hoa Kỳ Pop Airplay (Billboard)                  | 2               |
| Hoa Kỳ Rhythmic (Billboard)                     | 23              |

| Bảng xếp hạng (2018) | Vị trí |
| -------------------- | ------ |
| Australia (ARIA)     | 66     |